# Монгуш, Доруг-оол Алдын-оолович
Доруг-оол Алдын-оолович Монгуш (12 декабря 1928, Солчур — 30 октября 2017) — советский и российский лингвист, заслуженный деятель науки Тувинской АССР, народный учитель Республики Тыва, лауреат Премии Председателя Правительства Республики Тыва в области науки и техники, член Советского комитета тюркологов.

## Биография
Д. А. Монгуш родился 12 декабря 1928 года в местечке Арыг-Бажы (ныне с. Солчур Овюрского кожууна Республики Тыва). Учился в Хандагайтинской, Чаданской школах. В 1949 году окончил с серебряной медалью среднюю школу № 2 г. Кызыла, в 1951 г. — Абаканский учительский институт, в 1957 г. — Институт восточных языков при МГУ им. М. В. Ломоносова. После окончания Абаканского учительского института год работал преподавателем родного языка в Кызылском педагогическом училище. В 1957—1959 годах, работая методистом Тувинского областного института усовершенствования учителей, руководил работой по созданию программ, учебников и учебных пособий по родному языку для национальных школ (в соавторстве с М. Д. Биче-оолом, Б. Л. Ондаром, А. К. Ойдан-оол и др.) и разработке методики преподавания тувинского языка в школах. В 1962 г., окончив аспирантуру Института языкознания АН СССР, поступил на работу в ТНИИЯЛИ. Работал в ТНИИЯЛИ (ныне ТИГПИ) 55 лет. С 1962 г. по 1972 г. заведовал сектором языка и письменности, с 1972 г. по 1979 г. был учёным секретарём ТНИИЯЛИ, с 1979 г. по 1991 г. — заместителем директора по науке. С 1991 г. работал ведущим научным сотрудником сектора языка. За время работы в институте Д. А. Монгуш стал крупным специалистом в области тюркологии, играл ведущую роль в тувинском языкознании, а также в подготовке кадров по тувинской филологии, в разработке учебников по тувинскому языку для школ республики.

## Научная деятельность
На протяжении всей своей научной творческой жизни Доруг-оол Монгуш тесно сотрудничал с учёными отечественного языкознания и тюркологии, как Е. И. Убрятова, В. М. Наделяев, С. Е. Малов, Э. В. Севортян, А. Пальмбах, Ф. Г. Исхаков, И. А. Батманов, М. И. Черемисина, Ш. Ч. Сат, М. Д. Биче-оол, Б. И. Татаринцев, З. Б. Чадамба и другие. Он — автор более 150 научных работ. Внёс существенный вклад в сохранение и популяризацию древнетюркских рунических памятников. Им переведены тексты известных памятников орхоно-енисейской письменности с древнетюркского языка на тувинский, на основе которых осуществлены художественные переводы писателями Ю. Кюнзегешом и А. Даржаем. Он — неизменный наставник и консультант не только начинающих специалистов по гуманитарным наукам, но и состоявшихся, остепенённых учёных. Им написано несколько десятков отзывов и рецензий на различные монографии, кандидатские и докторские диссертации. Внёс значительный вклад и в развитие методики преподавания тувинского языка как автор множества работ учебно-методического характера, программ и методических пособий.

## Труды
- Монография «Формы прошедшего времени в тувинском языке» (Кызыл, 1963)
- «Совет уеде тыва дылдын хогжулдези» («Развитие тувинского языка в советский период» в соавторстве с Ш. Ч. Сатом, Кызыл, 1967)
- «Тувинская письменность и некоторые вопросы её дальнейшего развития» (1970)
- «Сорок лет тувинской письменности» (1971)
- «Тувинский алфавит и его совершенствование» (1972)
- «Орфография тувинского языка» (1973)
- «50 лет тувинской национальной письменности» (1980)
- "Некоторые вопросы изучения развития тувинского языка (1981)
- «Тувинский язык. Современное состояние письменности и дальнейшие пути её улучшения» (1982)
- «Тувинская письменность» (2001)
- словарь "Русско-тувинский учебный словарь (Москва, 1988)
- «Толковый словарь тувинского языка» (Новосибирск, 2003)
- «Тыва-турк словарь» (Кызыл, 2005)

Редактировал разные издания: монографии, сборники статей, фольклорные сборники и следующие академические тома
- «Тувинские народные сказки»
- «Тувинские героические сказания»
- «Памятники фольклора народов Сибири и Дальнего Востока»
- «Этимологический словарь тувинского языка» Б. И. Татаринцева (Новосибирск, 2000, 2002, 2004, 2009)

## Награды и звания
- Заслуженный деятель науки Тувинской АССР (1970)
- Народный учитель Республики Тыва (2008)
- Орден Дружбы Народов (1986)
- Орден Республики Тыва (1995)
- медаль «За доблестный труд в ознаменование 100-летия со дня рождения В. И. Ленина»
- Почётная грамота Президиума Верховного Совета Тувинской АССР